# Gergely Róbert
Gergely Róbert, született Vajek Róbert (Budapest, 1958. január 21. –) kétszeres EMeRTon-díjas magyar színész, énekes.

## Élete
Vajek Róbert néven látta meg a napvilágot.
Főiskolai tanulmányait a Színház- és Filmművészeti Főiskolán végezte 1976–1980 között.
1980–1987 között a Pécsi Nemzeti Színházban játszott. 1987–1988 között valamint 1991–től szabadúszó. 1988–1990 között a Vidám Színpad, 1990–1991 között pedig a Budapesti Operettszínház tagja volt.
A Szécsi Pál-díj kuratóriumának elnöke.

## Magánélete
1989 és 1998 között Tallós Andrea volt a felesége, akitől 1992-ben egy fia született, Simon. 2014. június 21-én hét év párkapcsolat után vette feleségül Némedi-Varga Tímeát.

## Lemezei
- Filmslágerek magyarul I.
- Filmslágerek magyarul II.
- Filmslágerek magyarul III.
- Gergely Róbert
- Szerelmek (1992)
- Halk szívdobbanás (1993)
- Arcképek (1994)
- Gyémántalbum (1996)
- Új Szerelem
- Ő (2000)
- Meseház 4.
- Szécsi Pál

## Színházi szerepeiből
- Író (Gyárfás Miklós: Tanulmány a nőkről)
- Kulcsár (Fodor László: Érettségi)
- Gáspár (Vaszary Gábor: Ki a hunyó, avagy Bubus)
- Gyula (Békés József – Heilig Gábor – Horváth Attila: Császárok)
- Attila (Bencsik Imre: Kölcsönlakás)
- Károly (Schiller: Haramiák)
- Mótel Kamzojl (Sólem Aléchem – Jerry Bock: Hegedűs a háztetőn)
- Bernard (Marc Camoletti: Leszállás Párizsban)
- Bernardo (Leonard Bernstein: West Side Story)
- El Kalib (Csongrádi Kata: A Nofretéte-akció)
- Julien, fogorvos (Pierre Barillet–Jean-Pierre Grédy: A kaktusz virága)
- Don Lockwood (Brown: Ének az esőben)
- Ferdinánd (Fowles: A lepkegyűjtő)
- Királyfi, Bonifác (Romhányi József: Csipkerózsika)
- Georges, Lucien, Angelo, Theo (Pamela Gems: Piaf)
- Tom (Vajda: M. Monroe, az isteni nő)

## Műsorai, filmjei
- Jóban Rosszban (2022)
- Keresztanyu (2021–2022)
- Zenés történeteim
- Show-estét!
- Arckép (show-műsorok)
- A nagy duett (2018)
- Linda (2002)
- Meseautó (2000)
- 7-es csatorna (1999)
- TV a város szélén (1998)
- Edith és Marlene (1992)
- Elektor Kalandor (Dévényi Tibort helyettesítette) (1990)
- Emberrabló lányok (1990)
- Öcsi, a sztár (1988)
- A komáromi fiú (1987)
- Yerma (1984)

## Szinkronszerepei
- Robotzsaru 2: Holzgang – Jeff McCarthy
- Az Angyal: Simon Templar – Val Kilmer
- Viharzóna: Todd Gross – Christopher McDonald
- Dinasztia (televíziós sorozat): Farnsworth 'Dex' Dexter – Michael Nader
- Dexter : Miguel Prado (3. évad)
- A homok titkai: Wanderlei – Paulo Betti
- Forma 1: Daniel Hardy – Serge Dupire
- Bűbájos boszorkák: Inspector Darryl Morris – Dorian Gregory
- Egyik kopó másik zsaru (Tequila és Bonetti): Det. Nick Bonetti – Jack Scalia
- Morse felügyelő: Det. Sgt. Robert Lewis – Kevin Whately
- Három nő, egy nyári este: David Rousseau – Philippe Caroit
- Az elnöknő: Rod Calloway – Kyle Secor
- Cosby nyomozó rejtélyei: Det. Sully – James Naughton
- Dublini doktorok: Dan Woodhouse – Dominic Mafham
- Némó nyomában: Hypo – Austin Pendleton
- Vízipók-csodapók
- Ragadozó: George Dillon – Carl Weathers
- Van Helsing: Gabriel Van Helsing – Hugh Jackman
- Modern család: Phil Dunphy – Ty Burrell
- Kelly hősei: Pen - George Furgo (Vajek Róbert néven szerepel)

## Művei
- Mr. Emmanuelle (Szabó G. Lászlóval) (1994)

## Díjai, elismerései
- eMeRTon-díj (1989, 1992)
- Zugló díszpolgára (2022)[4]